# Vransko jezero (Cres)
Vransko jezero je slatkovodno jezero u središnjem dijelu otoka Cresa. Dugo je oko 5,5 km, široko do 1,5 km, površine 5,5 km². Jezerska zavala oblikovana je u zoni trošnih krednih dolomita. U jezeru obitavaju štuke, linjaci i šarani.

## Opis
Nalazi se na općenito bezvodnom otoku Cresu koji leži u Kvarnerskom zaljevu. Jezero je golem prirodni spremnik koji sadrži više od 200 milijuna m³ slatke vode.
Dimenzije jezera mogu od godine do godine znatno varirati: podizanje odnosno snižavanje razine za nekoliko metara uvjetuje, zbog postojanja niskih zona uz sjeverni i južni kraj jezera, povećanje ili smanjenje njegove duljine za nekoliko stotina metara, a time i analogno povećanje ili smanjenje površine jezera. 
Jezero je kriptodepresija čija je apsolutna dubina oko 74,5 m, a srednji vodostaj oko 13 m iznad razine mora, pa najdublji dio jezerskog dna leži oko 61,5 m ispod morske razine. 
Iskorištava se za vodoopskrbu cresko-lošinjskog otočnog prostora. U jezeru nema raspadanja i ono je čisto (oligotrofno) te je i tu posebno među našim krškim vodama. U vodi bakterija gotovo da i nema, pa se jezerska voda bez filtriranja uzima za vodovod. Cijevi vodovoda 15 godina nakon postavljanja bile su potpuno čiste što također svjedoči potpunoj čistoći vode. Na tom prostoru nema većih naselja, nema industrije, kanalizacije te nijedna bujica ne utječe izravno u jezero nego se gubi u priobalnom šljunku i tako se filtrira. Posljedica toga je izuzetna prozirnost vode koja se kreće između 10 i 24 m, pa je Vransko jezero naša najprozirnija slatka voda.
Vransko je jezero autohtono. Prema hidrološkom proračunu u jezero godišnje dotječe oko 21 milijun m³ vode, a istodobno otječe podzemnim putem oko 18 milijuna m³. Godišnja evaporacija jezerske vode (8,3 mil. m³) je za oko 3 milijuna m³ veća od ukupne količine kiše koja tijekom godine padne izravno na površinu jezera (5,5 mil. m³). Tako se održava ravnoteža u jezeru, a voda u njemu se postupno, ali stalno izmjenjuje.
Temperatura vode ovisna je o temperaturama zraka i kreće se u rasponu od 2,9°C (veljača) do 25,2°C (srpanj).

## Legende o jezeru
Za Vransko jezero se vezuju razne fantastične priče, bilo da govore o njegovom postanku ili o bićima koja stanuju u spiljama oko njega. Prema pradavnim vjerovanjima najčešći stanovnici tih spilja su vile.
Legenda o postanku Vranskog jezera govori da je ono nekad bilo veliko polje u vlasništvu dviju sestara Gavanki. Jedna sestra je bila bogata i škrta, a druga je bila siromašna. Bogata sestra se osilila i počela otimati posjed drugoj, a okrutno i škrto je postupala i prema siromasima.  Radi toga je na nju pala božja kazna, potres i potop. Razrušen joj je i potopljen zamak. Ostaci zamka se prema priči i danas vide duboko na dnu jezera i samo se katkada, za oluja, čuje zvonjava iz vodenih dubina.

## Vodovod i ekološki problemi
Iz Vranskog jezera je izgrađen vodovod za podmirenje potreba stanovništva otoka Cresa i Lošinja. O izgradnji vodovoda se razmišljalo još za austrijske uprave, ali je ideja realizirana tek nakon pripojenja otoka matici zemlji.
Izgradnja vodovoda aktualizirala je ekološki aspekt koji se manifestira u dva vida: problem maksimalno dopustive količine vode koja se smije crpiti a da se pritome razina ne spusti ispod kritične točke, što bi moglo dovesti do poremećaja prirodne ravnoteže, te kao problem stroge zaštite jezera kako bi se trajno očuvala čistoća njegove vode.
Problem količine vode (koju je moguće iskoristiti, a da to ne dovede do poremećaja prirodne ravnoteže) treba imati u vidu da se slatkovodno jezero nalazi na otoku i da je okruženo slanom morskom vodom. Po proračunu M. Petrika razina jezera se smije spustiti do kote od 3 m iznad razine mora, a da pri tome ne dođe do prodora morske vode u jezero, jer bi pri toj koti jezerska razina još uvijek imala hidrostatsku ravnotežu u odnosu na visinu stupca susjednog mora.
Izračunato je da bi se iz jezera moglo crpsti u kontinuiranoj eksplotaciji oko 250 l/sek, a da se ne bi došlo blizu opasnosti prodora mora u jezero. Jezero Vrana je golema prirodna akumulacija vode, koja bi se mogla trajno eksplotirati bilo za natapanje kultiviranih površina na Cresu i Lošinju, bilo za opskrbu vodom susjednih područja, bilo za potrebe eventualne mjesne industrije.
Vransko jezero se ističe izuzetnom čistoćom vode što je uvjetovano postojećim prirodnim odnosima u okolnom prostoru i specifičnom društveno – ekonomskom valorizacijom od najstarijih vremena da danas. Zbog relativno teške pristupačnosti jezeru i rijetke naseljenosti oko njega, korištenje jezera za pitku vodu, ribolov i napajanje stoke nisu mogli narušiti prirodnu ravnotežu niti ugroziti njegovu čistoću.
Nakon izgradnje vodovoda jezero je stavljeno pod zaštitu, a na njemu je dopušten samo sportski ribolov udicom. S obzirom na porast važnosti njegove vodoopskrbne funkcije okolo jezera postoji zaštitni pojas gdje je zabranjeno zadržavanje i napajanje stoke, upotreba umjetnog gnojiva u poljodjeljstvu, sječa šume i kampiranje. 
Stanovnici okolnih naselja štite jezero od bilo kakvih onečišćenja, potpune zabrane pristupa turistima i uporabe motornih čamaca. Međutim ističu da tradicionalne gospodarske djelatnosti na jezeru i njegovoj okolici, koje su za njih od egzistencijalne važnosti, ni do danas nisu ugrožavale jezero, o čemu najbolje svjedoči čistoća jezerske vode. 
M. Petrik je 1957. godine potvrdio jednoličnost kemijskog sastava i temperature vode na čitavom jezerskom dnu čime je dokazao da ne postoji podzemno pritjecanje vode u jezero sa susjednog kopna. To znači da se jezerska voda obnavlja isključivo kišnicom i površinskim dotokom sa susjednih brda, ali podvodnim izvorima uz rubove jezera iz podzemnih krških šupljina na otoku.

## Ribolov
Ribolov na Vranskom jezeru ima, očito, vrlo dugu tradiciju. Prvi poznati zapis u tom smislu potječe iz 1439. godine kojim venecijanski generalni providur za Dalmaciju naređuje creskom knezu da dopusti slobodan ribolov na jezeru. Alberto Fortis navodi (1771.) da je gradsko vijeće u Cresu već ranije davalo u zakup jezero u svrhu ribolova i ističe važnost udjela ribe u prehrani stanovništva okolnih naselja.
Istina, on spominje jedino jegulje (domaće stanovništvo naziva jegulje “bižat”), odakle bi se moglo zaključiti da u to vrijeme u jezeru nije bilo drugih ribljih vrsta. U prilog takvoj pretpostavci je i tvrdnja starijih stanovnika iz okolnih naselja da su ostale donesene u jezero tek u prošlom stoljeću, i to iz alpskih rijeka. To su: “luc” (štuka - Esox lucius), “tinkva” (linjak - Tinca tinca) i “škardula” (crvenperka - Scardinius arytrophtalmus). Navodno su ih ovamo donijeli austrijski ihtiolozi. O tome, međutim, nema potvrde. Zanimljivo je da M. Casotti 1941. godine uz jegulje spominje i štuke i linjake. 
Prema obavijestima dobivenim u okolním zaselcima: Grmovu, Vrani, Staniću, Zbišini i Podolu, prije prvog svjetskog rata i između dva rata lovilo se “dosta ribe”, i to mrežama vršama, ostima (pod svijeću) i udicom, pa se riba često prodavala i u drugim otočnim naseljima (Belej, Stivan), a ponekad se odvozila i na ribarnice u Rijeci i Puli. U to vrijeme na obali jezera ispod svih spomenutih zaselaka redovito se nalazilo po nekoliko čamaca (osim za ribolov, čamci su služili i za prijevoz s jedne na drugu obalu jezera, što je olakšavalo međusobnu komunikaciju između pojedinih nasuprotno položenih naselja).
Vransko jezero i danas je bogato ribom i nalikuje na golemi prirodni ribnjak. Riblji svijet u njemu ima, očito, povoljne uvjete za život, a nema prirodnih neprijatelja. Zbog toga sve vrste koje u njemu žive mogu doseći težinu iznad uobičajene. Tako se npr. love primjerci štuke s više od 10 kg, linjaci i do 4 kg, crvenperke od jednog kilograma i jegulje od 3 kg! Međutim, nakon izgradnje vodovoda Vransko jezero je stavljeno pod strogu zaštitu i pristup jezeru je zabranjen.

## Poveznice
- Cres
- Vrana

## Vanjske poveznice
- Vransko jezero, Cres Hrvatska enciklopedija